# Brandschäferei

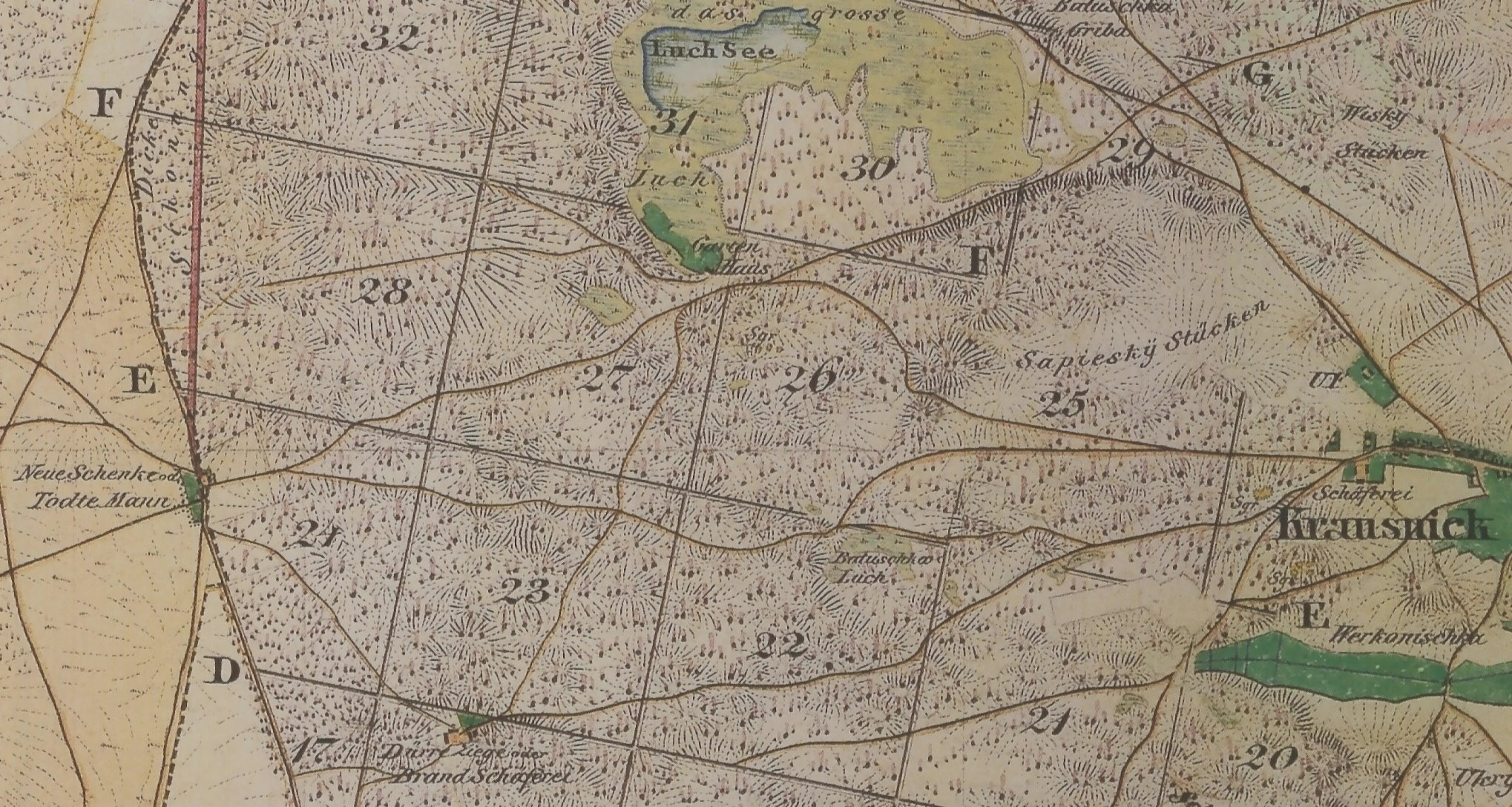
Die abgegangenen Wohnplätze Neue Schenke und Brandschäferei sowie der Wohnplatz Forsthaus Brand, Gem. Krausnick-Groß
Wasserburg, Ausschnitt aus dem Urmesstischblatt Bl. 3948 Oderin von 1847

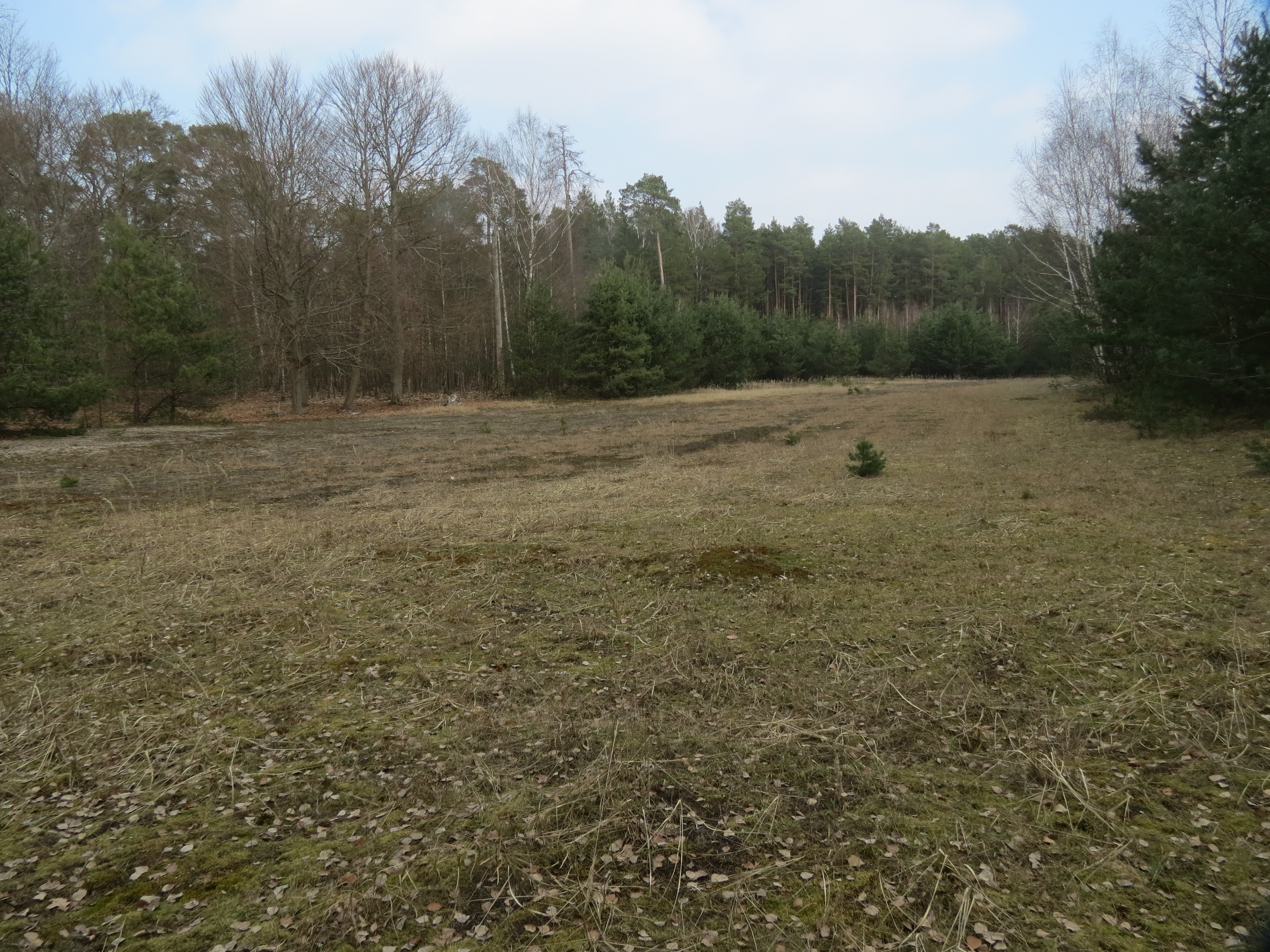
Wüstung Brandschäferei, ungefähre Lage

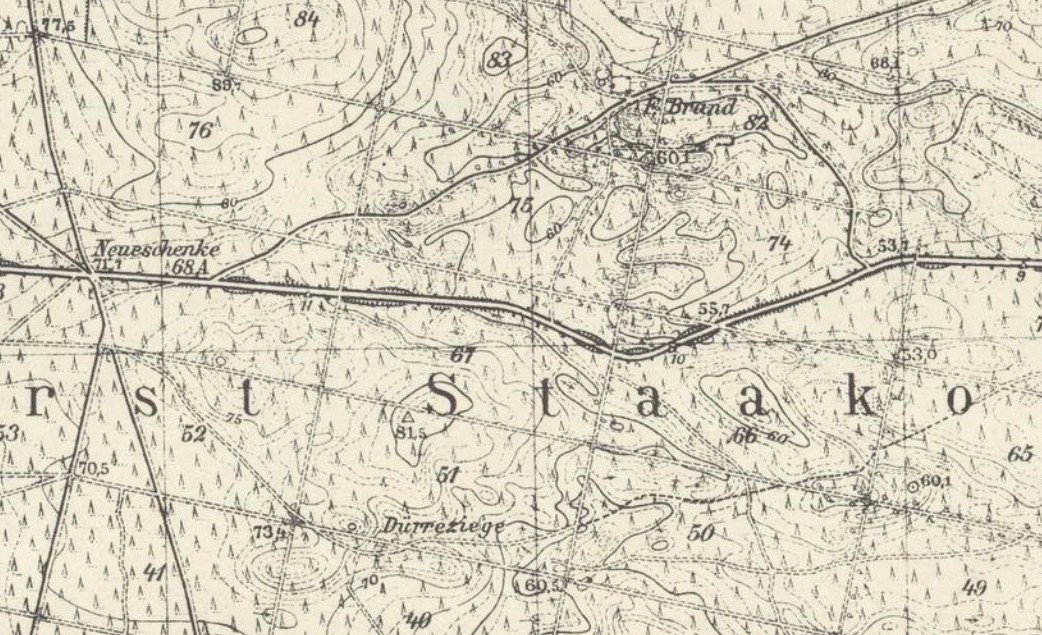
Die abgegangenen Wohnplätze Neue Schenke und Brandschäferei sowie der Wohnplatz Forsthaus Brand, Gem. Krausnick-Groß Wasserburg, Ausschnitt aus dem Messtischblatt Bl. 3948 Oderin von 1902

Die Brandschäferei, auch Dürre Ziege genannt, war eine Schäferei und Vorwerk im Ortsteil Krausnick der Gemeinde Krausnick-Groß Wasserburg im Landkreis Dahme-Spreewald (Brandenburg). Sie wurde um/vor 1745 aufgebaut. Später war sie auch Schenke. Nach Aufgabe der Schenke und der Schäferei 1844 war sie Försterei; die Wirtschaftsgebäude sind 1844 z. T. auf Abbruch verkauft worden. 1869 wurde die Försterei in das neu erbaute Forsthaus Brand verlegt. 1870 wurden die Gebäude der Brandschäferei abgerissen.

## Lage
Die Brandschäferei lag 2,7 km westsüdwestlich vom westlichen Ortsausgang von Krausnick, etwa einen Kilometer südöstlich des abgegangenen Wohnplatzes Neue Schenke und knapp 1,5 km südwestlich des Wohnplatzes Forsthaus Brand inmitten des großen Waldgebiets Brand. Der ehemalige Wohnplatz ist durch einen kurzen Fußmarsch von der Tropical-Island-Allee zu erreichen. Der Wohnplatz liegt auf etwa 75 m ü. NHN.

## Geschichte
Die Brandschäferei wurde um 1745 als Vorwerk des Amtes Krausnick (Herrschaft Königs Wusterhausen) aufgebaut. Das Schmettausche Kartenwerk von 1767/87 verzeichnet sie als Brand Schaf:.
Nach Friedrich Wilhelm August Bratring (1801) war die Brandschäferei eine Schäferei und ein Krug mit zwei Feuerstellen und sechs Einwohnern. 1817 und 1841 wird sie lediglich als Brandschäferei erwähnt. Bemerkenswerterweise ist dabei vermerkt: Schäferei zu Groß Wasserburg gehörig.
Im Urmesstischblatt 3947 Oderin von 1841 ist die Schäferei als Dürre Ziege oder Brand-Schäferei eingetragen. Der Name Brand rührt von einer durch Abbrennen entstandenen Lichtung im Wald her. Er kann auch unfruchtbare Stelle im Wald bedeuten, an der selbst die genügsamen Ziegen nicht satt werden, daher der Übername Dürre Ziege.
1844 war der Betrieb bereits eingestellt, und die Wirtschaftsgebäude waren auf Abbruch verkauft worden. Vermutlich wurde in einem Wohnhaus ein Forstaufseheretablissement eingerichtet. Nach Riehl und Scheu (1861) und Boeckh (1861) bestand die Försterei Brandschäferei (auch Dürre Ziege genannt) aus einem Haus, in dem fünf Personen lebten. Zur Brandschäferei gehörten zwei Wirtschaftsgebäude und 229 Morgen Wiesen. 1870 wurde dieses Gehöft abgebrochen. 1869 war in der Nähe des Gartenhauses der Neuen Schenke eine neue Försterei gebaut worden, das heutige Forsthaus Brand. Der Name des ehemaligen Wohnplatzes Dürre Ziege (oder Brandschäferei) ist noch in der Topographischen Karte 1:25.000 Bl. 3948 Oderin von 1902 verzeichnet, jedoch sind keine Gebäude mehr eingezeichnet.
Von dem ehemaligen Vorwerk und Schenke haben sich oberirdisch keine Reste erhalten. Mitten im Wald kann man noch eine größere Freifläche sehen, auf der oder in deren Nähe das Vorwerk Brandschäferei lag.